# Наша Russia. Яйця долі
Наша Russia: Яйця долі (рос. Наша Russia. Яйца судьбы) ― повнометражна комедія російських студій Централ Партнершип та Comedy Club Production. Є продовженням комедійного серіалу Наша Russia. Прем'єра відбулася 21 січня 2010 року. 

## Опис
Раніше фільм називався «Наша Russia: Врятувати нацайніка», «Наша Russia. Золоті яйця Чинґісхана», а прем'єра планувалася на 24 грудня 2009. 
15 січня 2010 року продюсер, актор і автор сценарію фільму Гарік Мартиросян заявив, що« якщо багатьом фільм сподобається, то буде знято продовження під умовною назвою «Наша Russia-2»». У такому випадку героями фільму мали стати Сергій Юрійович Біляков, Жорік Вартанов і оператор Рудик, а так само нові персонажі п'ятого сезону скетчкому Наша Russia, який мав вийти восени 2010 року.